# Глогова (Румунія)
Глогова (рум. Glogova) — село у повіті Горж в Румунії. Входить до складу комуни Глогова.
Село розташоване на відстані 258 км на захід від Бухареста, 31 км на захід від Тиргу-Жіу, 98 км на північний захід від Крайови.

## Населення
За даними перепису населення 2002 року у селі проживали 573 особи, усі — румуни. Усі жителі села рідною мовою назвали румунську.